# Меморіал гомосексуалам — жертвам нацизму
Меморіал гомосексуалів — жертвам нацизму (нім. Denkmal für die im Nationalsozialismus verfolgten Homosexuellen) — меморіал у Берліні, присвячений пам'яті гомосексуалів, які зазнали переслідувань в нацистській Німеччині. Монумент було відкрито 27 травня 2008 року.
Пам'ятник, створений за проєктом скандинавських художників Міхаеля Ельмгріна й Інгара Драгсета, являє собою бетонний прямокутний паралелепіпед висотою 3,6 метра і шириною 1,9 метра, трохи нахилений набік, на лицьовій стороні якого прорубано віконце. Через нього відвідувачі можуть побачити невеличкий фільм з двома чоловіками, що цілуються. Режисером короткометражки виступив Томас Вінтерберг, а оператором — Роббі Мюллер.
Меморіал став третім в Німеччині пам'ятником, присвяченим гомосексуалам, які постраждали від рук нацистів, після Франкфуртського ангела (1994) і Рожевого трикутника в Кельні (1995).
Поруч з пам'ятником встановлена табличка з текстом англійською та німецькою мовами, що оповідає про переслідування нацистами гомосексуалів, а також про його продовження після падіння Третього рейху за параграфом 175 кримінального кодексу Німеччини, який був остаточно скасований лише в 1994 році. Згідно з деякими оцінками, понад 50 тисяч гомосексуалів були арештовані нацистами. Невідомо, скільки було вбито в концентраційних таборах, але припускають, що ця цифра становить від 10 до 15 тисяч.
Меморіал встановлений в берлінському парку Великий Тіргартен, на південь від Бранденбурзьких воріт, навпаки схожого по дизайну Меморіалу пам'яті убитих євреїв Європи.
Гомосексуали не були офіційно визнані жертвами нацизму після 1945 року, а їх переслідування тривало ще пару десятиліть. Переосмислення історичної справедливості почалося тільки в 1985 році з виступу президента ФРН Ріхарда фон Вайцзеккера, який уперше назвав геїв серед постраждалих груп. З 1993 року ЛГБТ-активісти виступали з ініціативою увічнення пам'яті.
Рішення про зведення пам'ятника було прийнято в Бундестазі, у ході дискусії про розробку Меморіалу пам'яті убитих євреїв Європи у 2003 році, через рік після офіційної реабілітації жертв нацизму. Тоді ж було відкрито конкурс проєктів.
Після отримання результатів конкурсу в суспільстві розгорнулася дискусія навколо того, що пам'ятник увічнює пам'ять тільки чоловіків-гомосексуалів. Гомосексуальні жінки нацистами формально не переслідувалися, але де-факто піддавалися гонінням під приводом негідної поведінки. У результаті суперечок було прийнято рішення, що періодично кадри з поцілунком чоловіків будуть замінюватися кадрами поцілунку двох жінок.
На церемонії відкриття 7 травня 2008 року були присутні міністр культури Німеччини Бернд Нойманн, мер Берліна відкритий гей Клаус Воверайт, члени Бундестагу Фолькер Бек і Рената Кюнаст. У своїй промові перед відкриттям Воверайт зазначив, що «цей меморіал важливий з двох точок зору — пам'ятати про жертви, але також ясно дати зрозуміти, що навіть сьогодні, коли ми досягли так багато в питанні рівноправності, дискримінація все ще існує». Він так само особливо відзначив той факт, що переслідувалися в післявоєнні роки гомосексуали були реабілітовані. «Для нашого суспільства це симптоматично, — сказав він, — не скасовувати несправедливих вироків, а частково продовжувати їх виконувати; це суспільство, яке не визнає групу людей жертвами тільки тому, що вони обрали інший спосіб життя».
Меморіал тричі (17 серпня і 16 грудня 2008 року, 5 квітня 2009 року) піддавався атакам вандалів.